# 陆真腊
陆真腊是中国古代文献中记载的一个位于中南半岛的印度化古国，其中心地域位于湄公河上游，大致位于老挝南部的瓦普寺。
根据汉文文献记载，陆真腊原为真腊的一部分。唐朝神龙年以后（即707年以后），真腊分裂为陆真腊和水真腊两部分。陆真腊又名文單、婆鏤，辖境方圆七百里，其国王头衔是「屈」。開元、天寶年間，陸真臘王子率二十六人入朝，被唐朝授予果毅都尉的官銜。大歷年間，陸真臘副王婆彌與其妻子入朝，向唐朝進獻馴象十一頭。唐朝授予他試殿中監的官銜，賜名賓漢。此時，唐德宗剛剛即位，將珍禽奇獸全部放生，馴象則被豢養在苑中，元會充廷者凡三十二，悉放荊山之陽。
西方历史学家曾认为扶南和真腊是中央集权式的王国，但这种说法近来已经受到广泛质疑。克劳德·雅克（Claude Jacques）指出，真腊是否存在至今不明，如果存在，它只不过是众多小国中的一个，或者是最重要的一个。另一位学者迈克尔·维克里则指出，中国古籍中将真腊区分为水真腊和陆真腊是毫无意义而且具有误导性的；因为最好的证据表明，直到802年为止，古代柬埔寨的土地上没有单一的大国存在，但存在一系列小国。大卫·钱德勒则认为，7世纪至8世纪时期，扶南这类沿海贸易国家衰落，而内陆以广泛水稻种植为主、被称为“真腊”的众多国家开始兴起。
9世纪初期，陆真腊的一位王子阇耶跋摩二世自爪哇回国，统一了柬埔寨，开创高棉帝国。